# Ficus pandurata
Ficus pandurata es una especie de higuera de la familia Moraceae. No se registra ninguna subespecie y el área de distribución nativa de esta especie es el sur de China e Indochina. La especie se puede encontrar en Vietnam: donde se le puede llamar sung tì bà .

## Sinónimos
Ficus lyrata